# 埃馬鎮區 (堪薩斯州哈維縣)
埃馬鎮區（英語：Emma Township）為美國堪薩斯州哈維縣轄下的鎮區。2010年美国人口普查中此鎮區人口有4,267人。

## 地理
埃馬鎮區涵蓋總面積為93.4平方（36.06平方英里），其中陸地面積為93.4平方（36.06平方英里），水域面積為0平方（0.00平方英里）或0.00%。海拔高度449（1,473英尺）。

## 人口統計
根據2010年美國人口普查，埃馬鎮區人口有4,267人，其中男性有2,101人，女性有2,166人，人口密度為每平方公里45.70人，住房計1,656戶。鎮區內的白人有3,983人，非裔美國人有63人，美洲原住民有22人，亞裔美國人有62人，太平洋島裔美國人有1人，其他種族有60人，混血種族則有76人。此外鎮區內有175人為西班牙裔或拉丁裔美國人。此鎮區之年齡中位數為38.6歲，而男性年齡中位數為36.3歲，女性年齡中位數為41.1歲。

## 交通

### 主要公路
- 135號州際公路
- 81號美國國道